# Tandem rotorjev
Tandem rotorjev je konfiguracija na helikopterjih, kjer sta dva velika rotorja nameščena eden pred drugim. Večinoma se uporabljajo za velike transportne helikopterje.
Helikopterji z enim rotorjem proizvajajo moment v nasprotni smer vrtenja rotorja. Zato potrebujejo mehanizem, ki izniči ta moment, največkrat se uporablja repni rotor. Možne so tudi druge rešitve npr. dva koaksialna rotorja, ki se vrtita v nasprotno smer. Precej podoben je sinhropter, le da sta rotorja nameščena na dveh malce nagnjenih gredeh (npr. Kaman K-MAX). Možne so tudi druge konfugiracije npr. transverzna rotorja, NOTAR (No Tail Rotor) - brez repnega rotorja, žirodin Eurocopter X3 uporablja propelerje.
Pri tandem helikopterjih se rotorja vrtita v nasprotnih smereh in tako izenačita moment. Prav tako je ta konfiguracija bolj učinkovita od repnih rotorjev, ker se vsa moč porabi za vzgon.
Prednosti tandemov so večje območje centra gravitacje (težnosti) in dobra vzdolžna stabilnost (po višini - ang. pitching). Slabosti so kompleksna transmisija in dva rotorja, ki zahtevata vsak svoj krmilni sistem. Rotorja sta sinhronizirana, da se ne dotikata, tudi v primeru odpovedi rotorja. 
Aerodinamika tandemov je precej kompleksno področje. Prednost je, da se lahko uporabi krajše krake rotorjev (ker sta dva rotorja). Sprednji rotor vpliva aerodnimačno na zadnjega, kar zmanjša efektivnost. To se da izboljšati za povečanjem dolžine in povečanjem višine med rotorji. Obremenitev rotorjev je pri tandemih manjše kot enorotornih. Tandemi potrebujejo manj noči za lebdenje in za počasnejši let kot enorotorski. Za visokohitrostni let pa so potrebe približno enake.
Usmerjanje helikopterja se doseže s tem, da se uporabi ciklične kontrole, za vsak rotor v drugi smeri - v bistvu se vsak del helikopterja potegne v nasprotno smer. Za krmiljenje po višini se poveča kolektiv na enem rotorju in zmanjša na drugem.

## Seznam tandem helikopterjev
- HRP Rescuer (1945)
- Piasecki PV-14 (1948)
- HERC Jov-3 (1948)
- Piasecki H-21 (1949)
- McCulloch MC-4 (1951)
- Chu CJC-3
- Piasecki H-25/HUP Retriever (1952)
- Jakovljev Jak-24 (1952)
- Bristol Belvedere (1952)
- Piasecki H-16 (1953)
- Piasecki H-21 upgrade (1953)
- Bell HSL (1953)
- Boeing Vertol 107-II (1958)
- Boeing Vertol CH-46 Sea Knight (1960)
- CH-47 Chinook (1961)
- Jovair Sedan 4A (1963)
- Fliper Beta 200 (1966)
- Fliper Beta 400 (1967)
- Boeing Vertol XCH-62 (v 1970ih nedokončan)
- Boeing Model 234 (1981)
- Boeing Model 360 (1987)